# Jaana Kolu
Jaana Kolu är en finländsk lingvist och professor i svenska vid Östra Finlands universitet.

## Biografi
Under åren 2011 till 2017 arbetade Kolu vid Institutionen för språk och kommunikationsstudier vid Jyväskylä universitet. 2017 disputerade hon i svenska vid samma universitet med en avhandling om "Lingvististiska resurser och språkpraktiker i tvåspråkiga ungdomssamtal i Haparanda, Stockholm och Helsingfors". Senare arbetade hon som universitetslektor vid Stockholms universitet och tillförordnad professor vid Östra Finlands universitet. Sedan 2020 är hon biträdande professor (tenure-track) i svenska vid Östra Finlands universitet 
Kolu är specialiserad på flerspråkighetsforskning, särskilt (trans)languaging med fokus på ungdomsspråk och slang i Tornedalen och bland sverigefinnar.